# Tinus arindamai
Tinus arindamai är en spindelart som beskrevs av Biswas och Roger Roy 2005. Tinus arindamai ingår i släktet Tinus och familjen vårdnätsspindlar. Inga underarter finns listade i Catalogue of Life.